# Správní obvod obce s rozšířenou působností Uherské Hradiště
Správní obvod obce s rozšířenou působností Uherské Hradiště je od 1. ledna 2003 jedním ze dvou správních obvodů rozšířené působnosti obcí v okrese Uherské Hradiště ve Zlínském kraji. Čítá 48 obcí.
Města Uherské Hradiště, Staré Město a Uherský Ostroh jsou obcemi s pověřeným obecním úřadem.

## Seznam obcí
Poznámka: Města jsou vyznačena tučně, městyse kurzívou.
- Babice
- Bílovice
- Boršice
- Boršice u Blatnice
- Břestek
- Březolupy
- Buchlovice
- Částkov
- Hluk
- Hostějov
- Huštěnovice
- Jalubí
- Jankovice
- Kněžpole
- Kostelany nad Moravou
- Košíky
- Kudlovice
- Kunovice
- Medlovice
- Mistřice
- Modrá
- Nedachlebice
- Nedakonice
- Ořechov
- Ostrožská Lhota
- Ostrožská Nová Ves
- Osvětimany
- Podolí
- Polešovice
- Popovice
- Salaš
- Staré Hutě
- Staré Město
- Stříbrnice
- Stupava
- Sušice
- Svárov
- Topolná
- Traplice
- Tučapy
- Tupesy
- Uherské Hradiště
- Uherský Ostroh
- Újezdec
- Vážany
- Velehrad
- Zlámanec
- Zlechov

## Obyvatelstvo
| Rok  | Obyv.  | ± %     |
| ---- | ------ | ------- |
| 1869 | 50 479 | —       |
| 1880 | 55 563 | +10,1 % |
| 1890 | 58 753 | +5,7 %  |
| 1900 | 64 633 | +10 %   |
| 1910 | 69 426 | +7,4 %  |

| Rok  | Obyv.  | ± %     |
| ---- | ------ | ------- |
| 1921 | 72 266 | +4,1 %  |
| 1930 | 70 710 | −2,2 %  |
| 1950 | 76 709 | +8,5 %  |
| 1961 | 86 124 | +12,3 % |
| 1970 | 87 640 | +1,8 %  |

| Rok  | Obyv.  | ± %    |
| ---- | ------ | ------ |
| 1980 | 91 258 | +4,1 % |
| 1991 | 90 393 | −0,9 % |
| 2001 | 90 281 | −0,1 % |
| 2011 | 89 405 | −1 %   |
| 2021 | 87 305 | −2,3 % |